# Haar (plant)

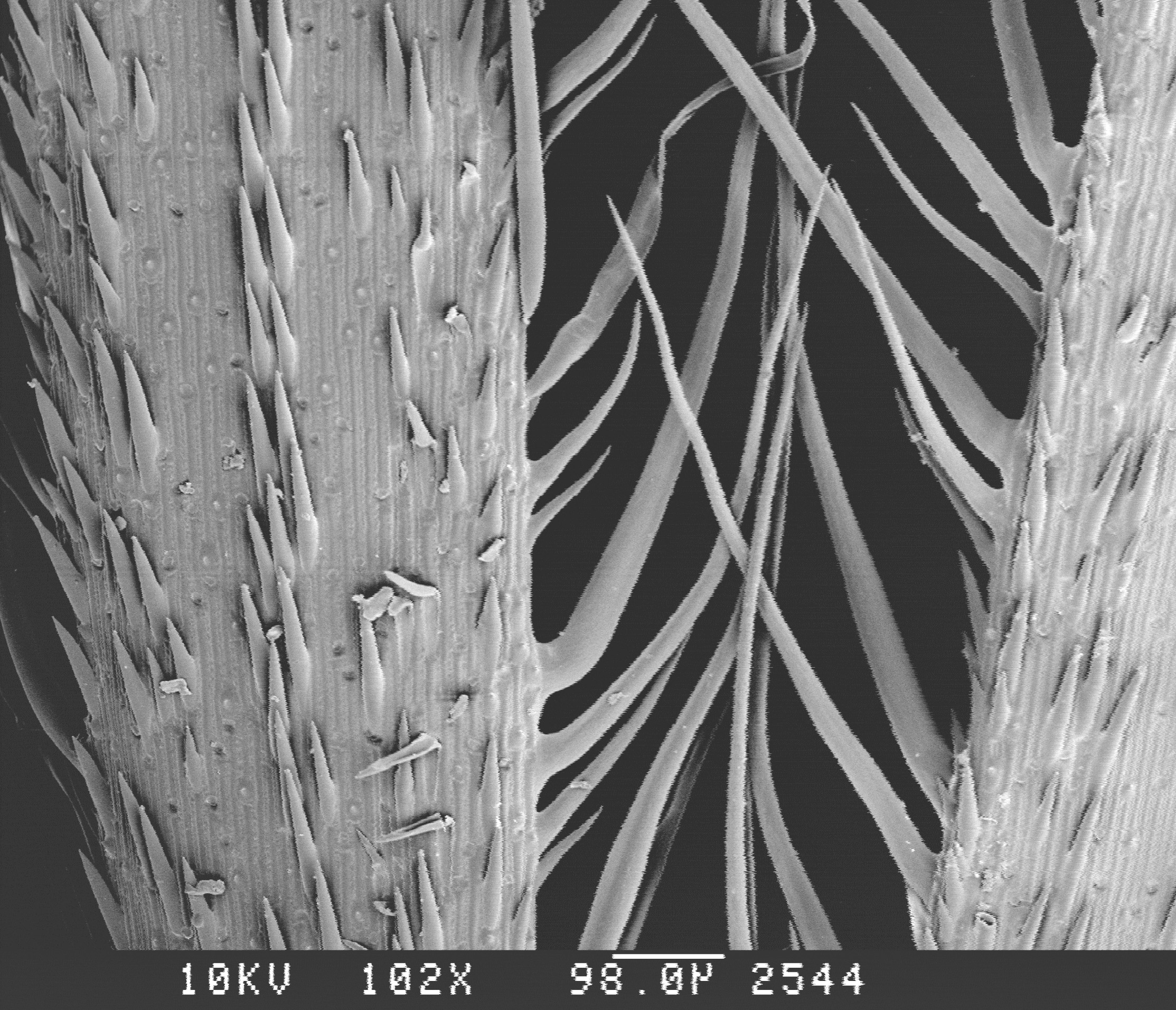
SEM-opname van de haren van het kruipertje

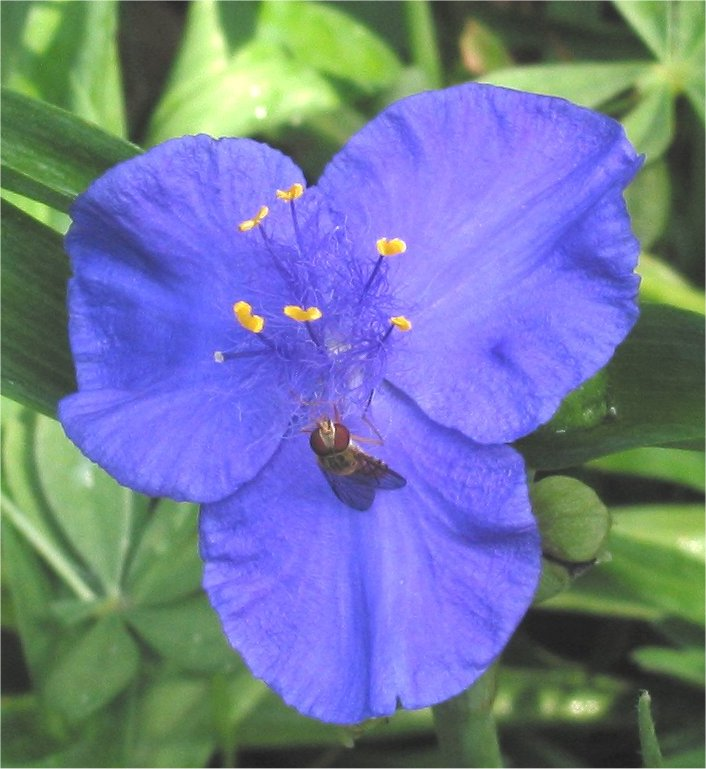
Meercellige haren bij de eendagsbloem

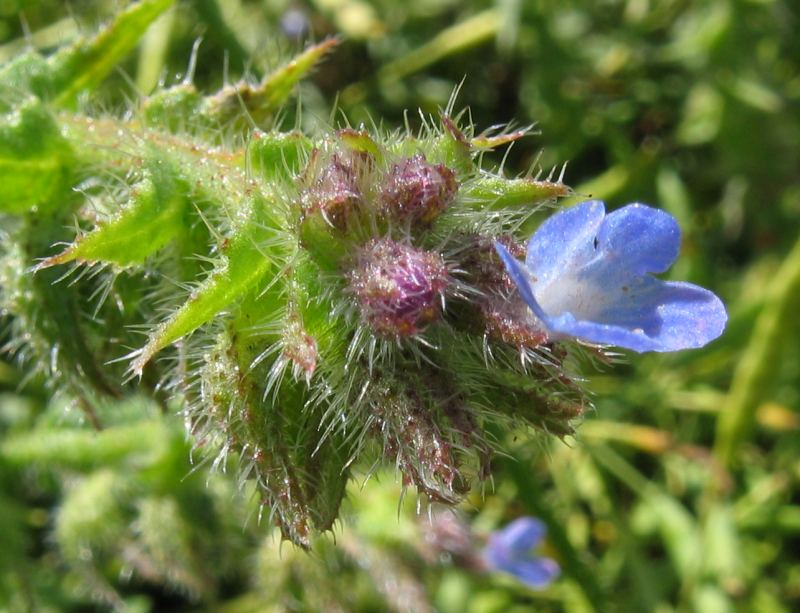
De behaarde bladeren, stengel en bloemknoppen van de kromhals

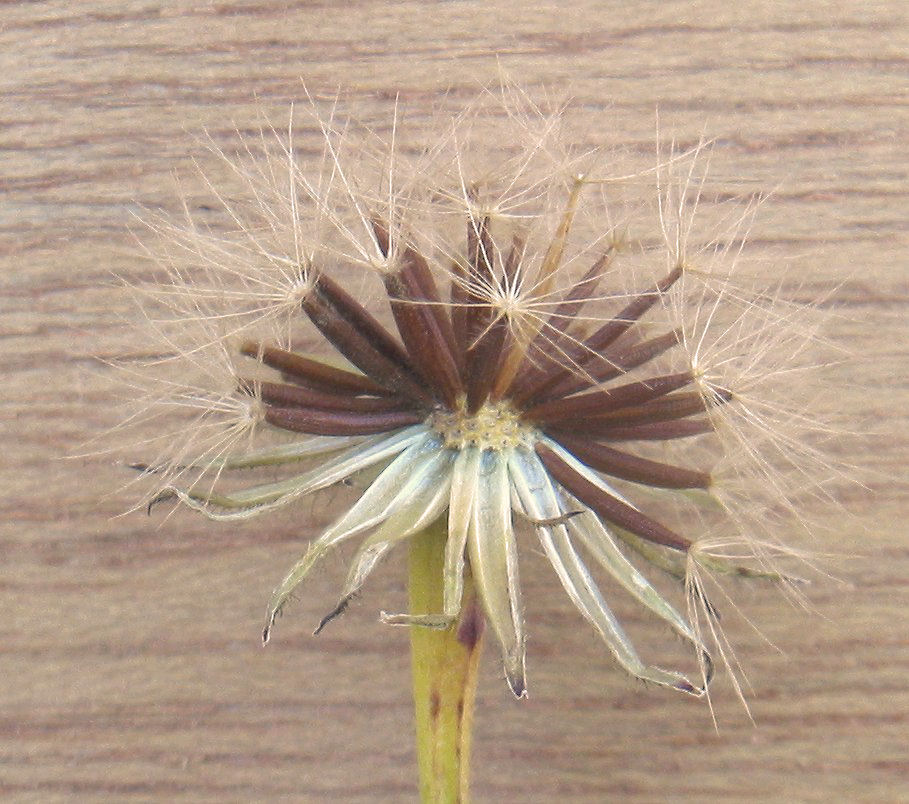
Vruchtpluis van klein streepzaad

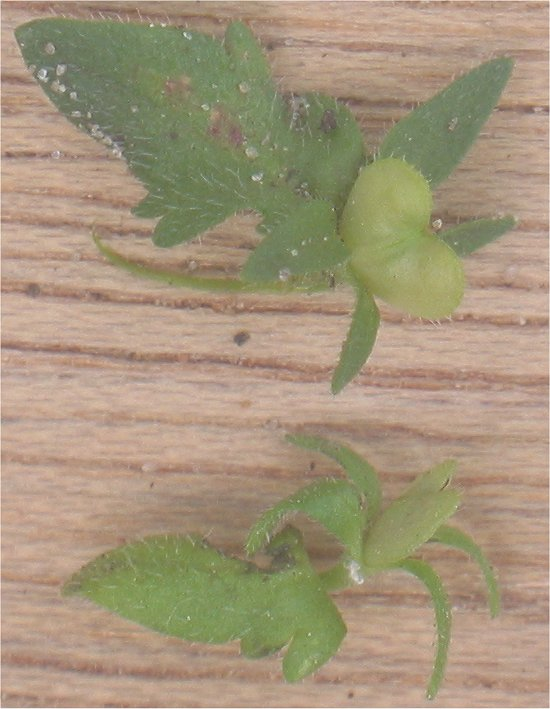
Haren op blad en klierharen op vrucht bij veldereprijs

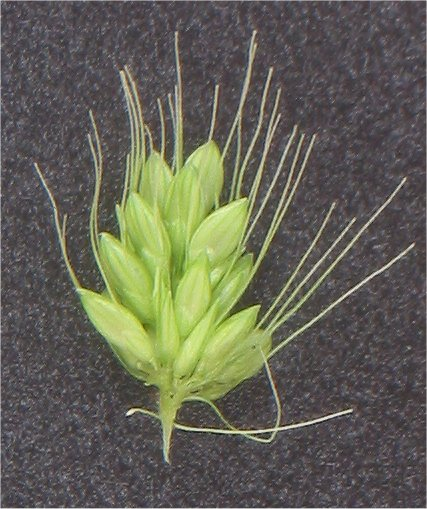
Aartjes met borstels bij groene naaldaar

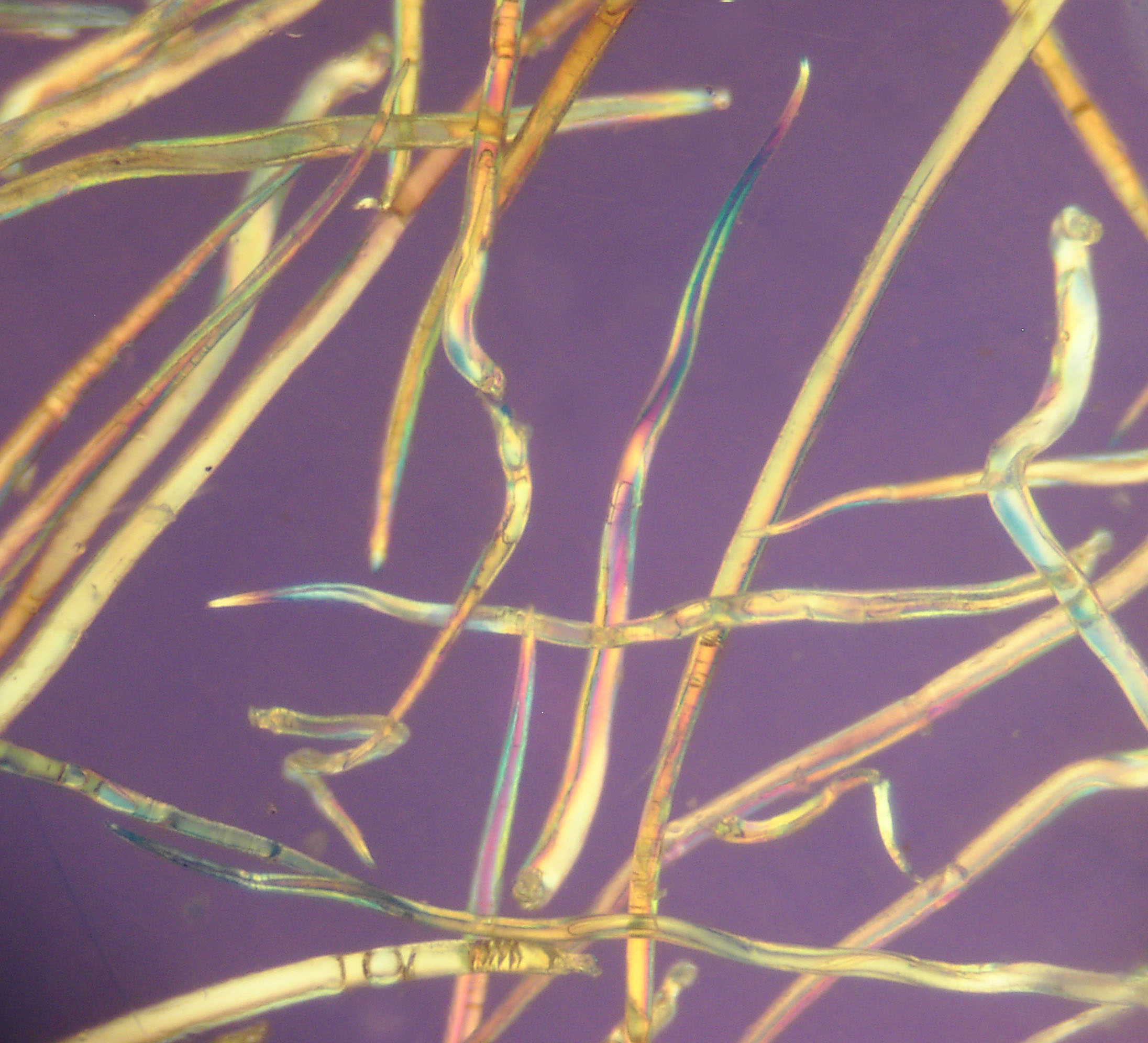
200 maal vergrote haren

Een haar of trichoom van een plant is een uitgroeisel van de epidermis. Er zijn gewone haren (dekharen) en klierharen. Haren die mensen voor onder andere het maken van kleding gebruiken zijn die van de katoenplant. Deze haren zijn eencellig en hebben een verdikte wand. Ook de haren op de zaden van de kapokboom, de kapok, worden gebruikt voor het vullen van kussens en het maken van vesten.
Bij de eendagsbloem (Tradescantia virginiana) hebben de helmdraden zeer lange, meercellige haren, waar de plasmastroming duidelijk waarneembaar is met behulp van een lichtmicroscoop. Ook kan zonder extra andere hulpmiddelen de mitose bij deze haarcellen gevolgd worden.
Een haar kan bestaan uit een enkele cel of uit meerdere cellagen. De volgende haarvormen worden onderscheiden:
- Borstelharen: één- of meercellige haren
- Tandharen: eencellige haren in de vorm van een omgekeerde tand en met een scherpe punt
- Zweepharen: lange, draadvormige eindcel op dikkere steel
- Kompasnaaldharen: in de vorm van een kompasnaald
- Sterharen: verschillende spits eindigende cellen met een gemeenschappelijke basis
- Tweelingharen: twee, gedeeltelijk met elkaar vergroeide haren die dicht bij elkaar staan
- Knieharen: geknikte haren
- Kandelaarharen: haren met een meercellige steel met aan elk celuiteinde een vertakking van meestal eencellige eindtakken
- Schubharen: haren met een meestal veelcellige plaat.

Zowel gewone haren als klierharen kunnen een van deze vormen hebben.
Een haar kan alleen staan of in een bosje.

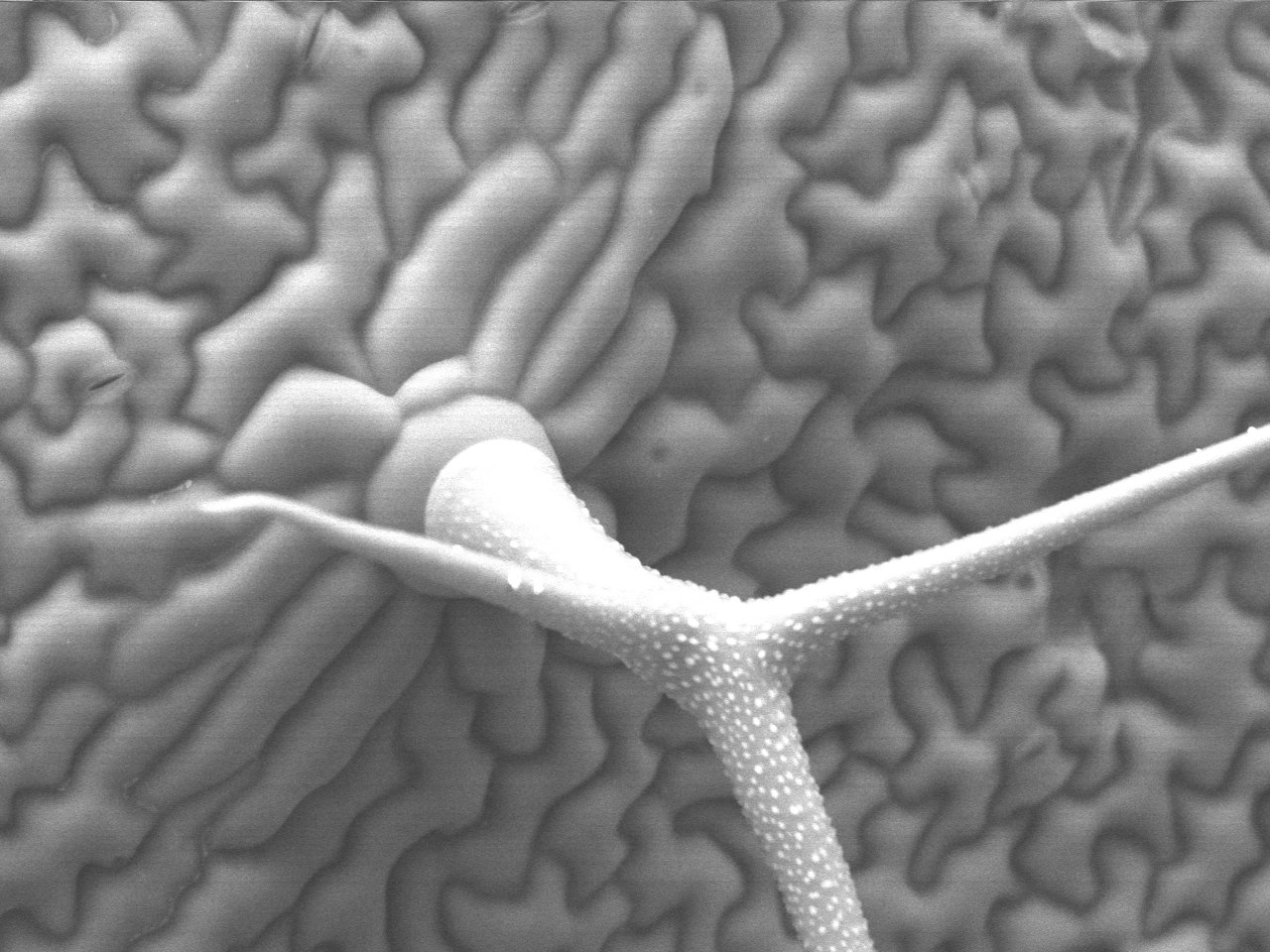
Sterhaar bij zandraket
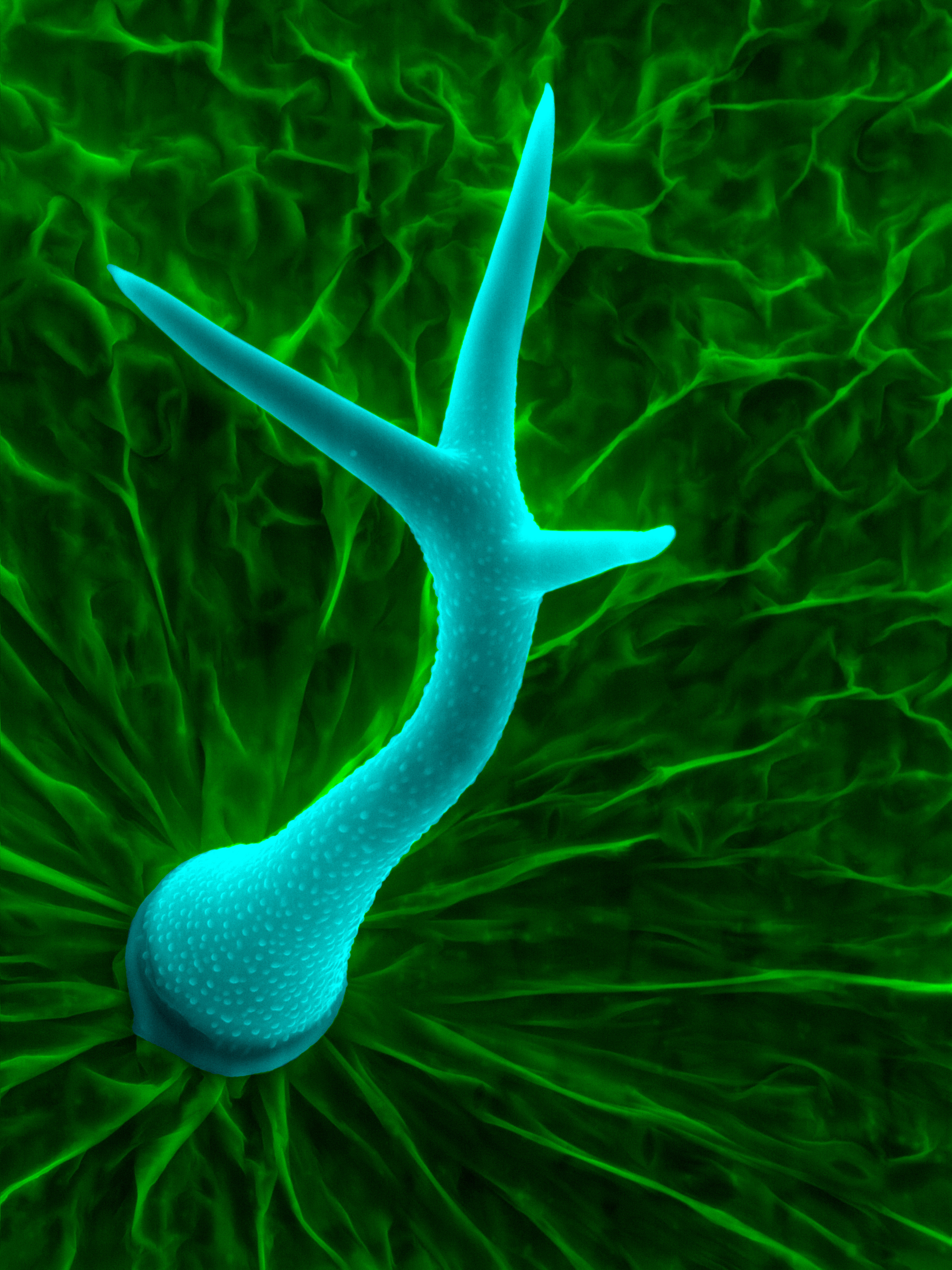
Bladhaar van zandraket
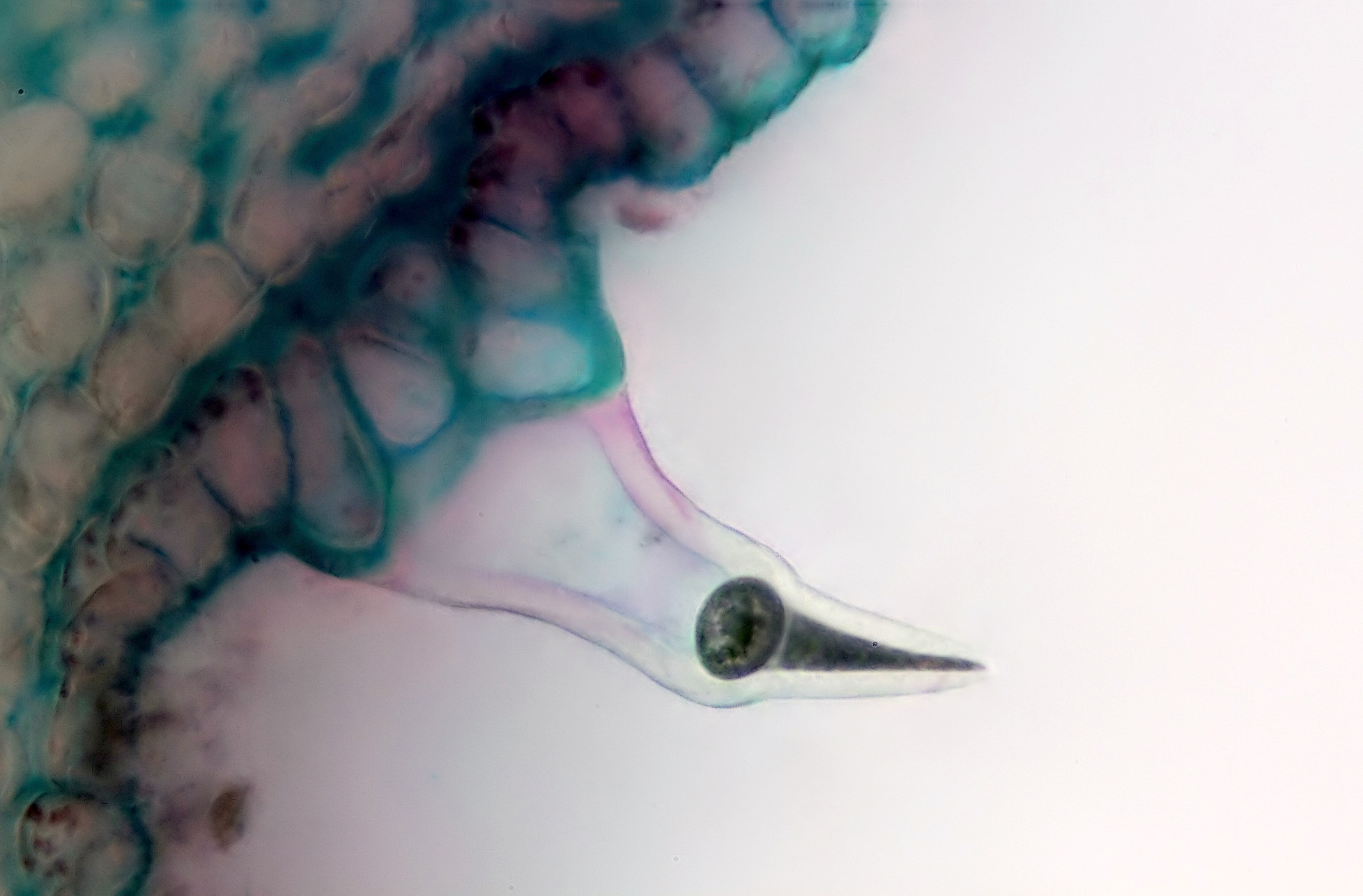
Stengelhaar op dovenetel
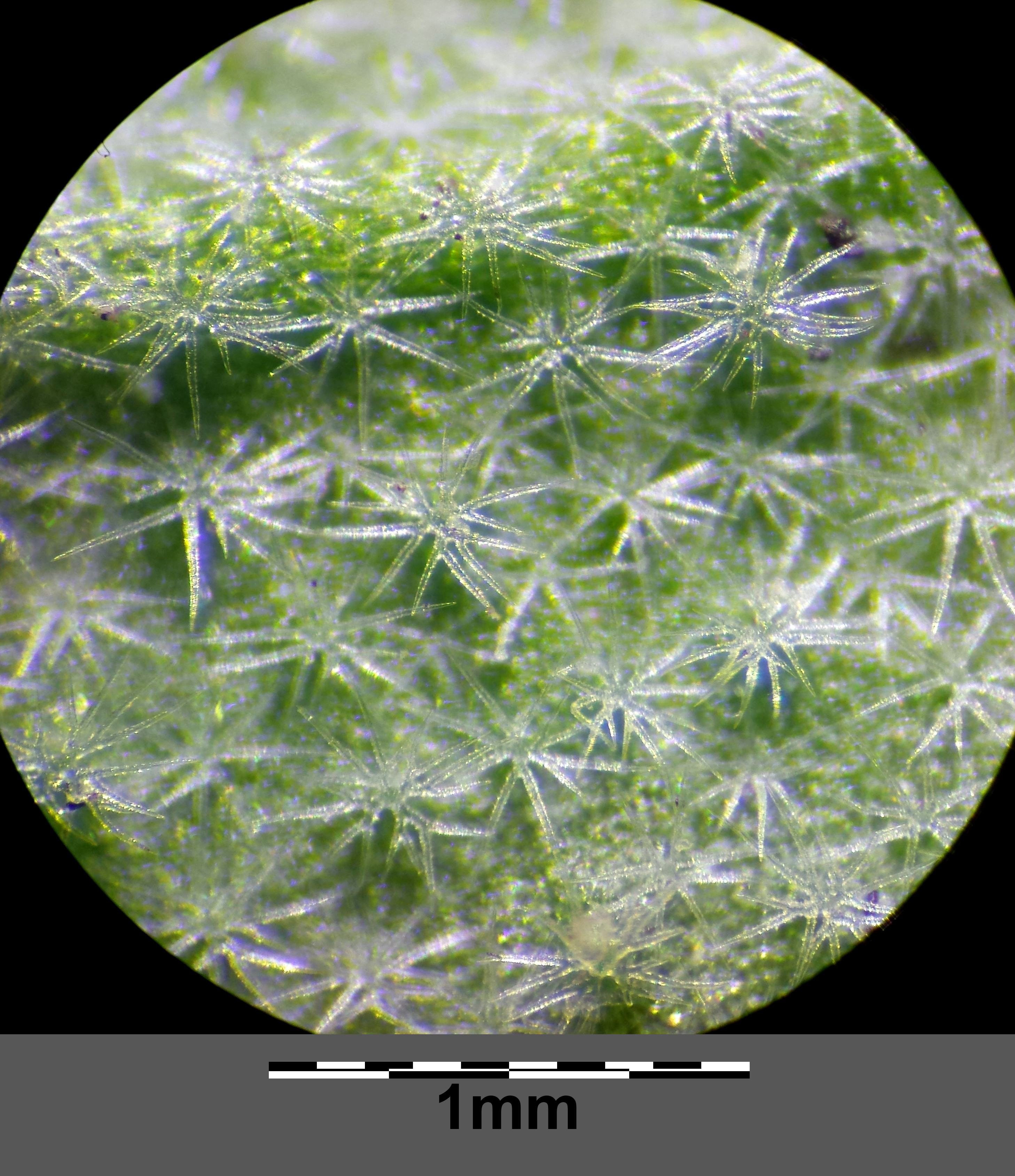
Sterharen op bleek schildzaad
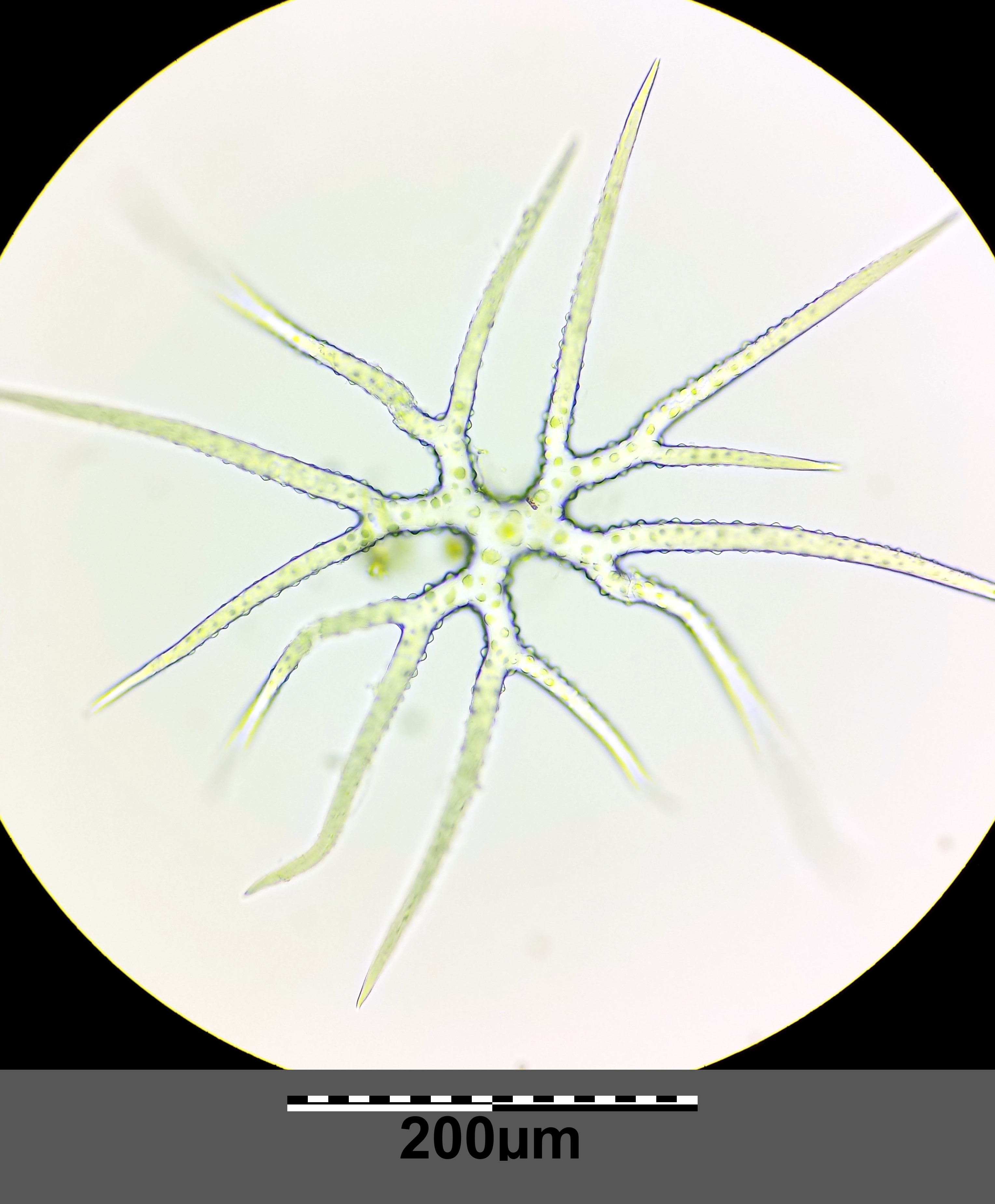
Sterhaar van bleek schildzaad
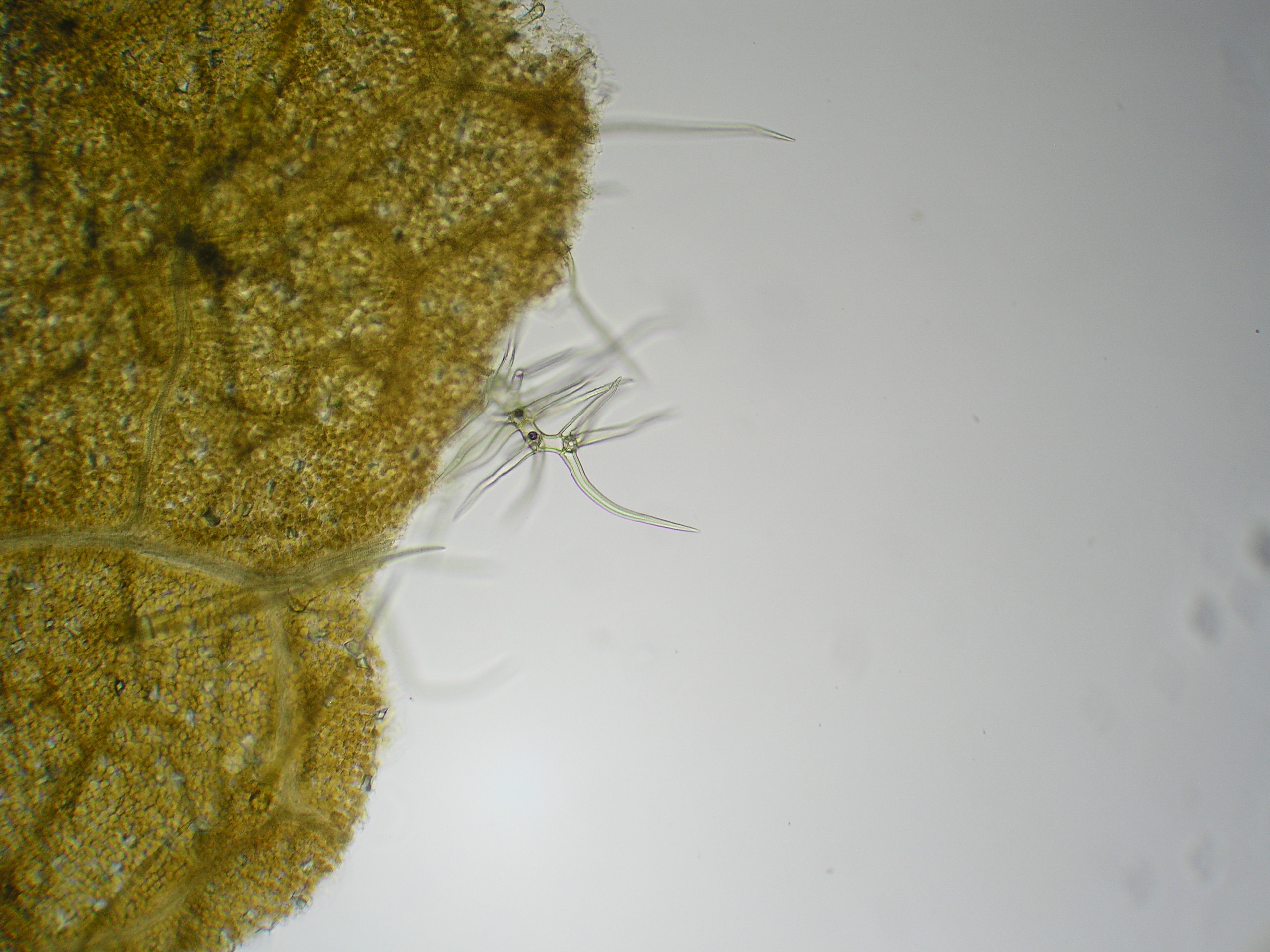
Bladhaar op gewone agrimonie
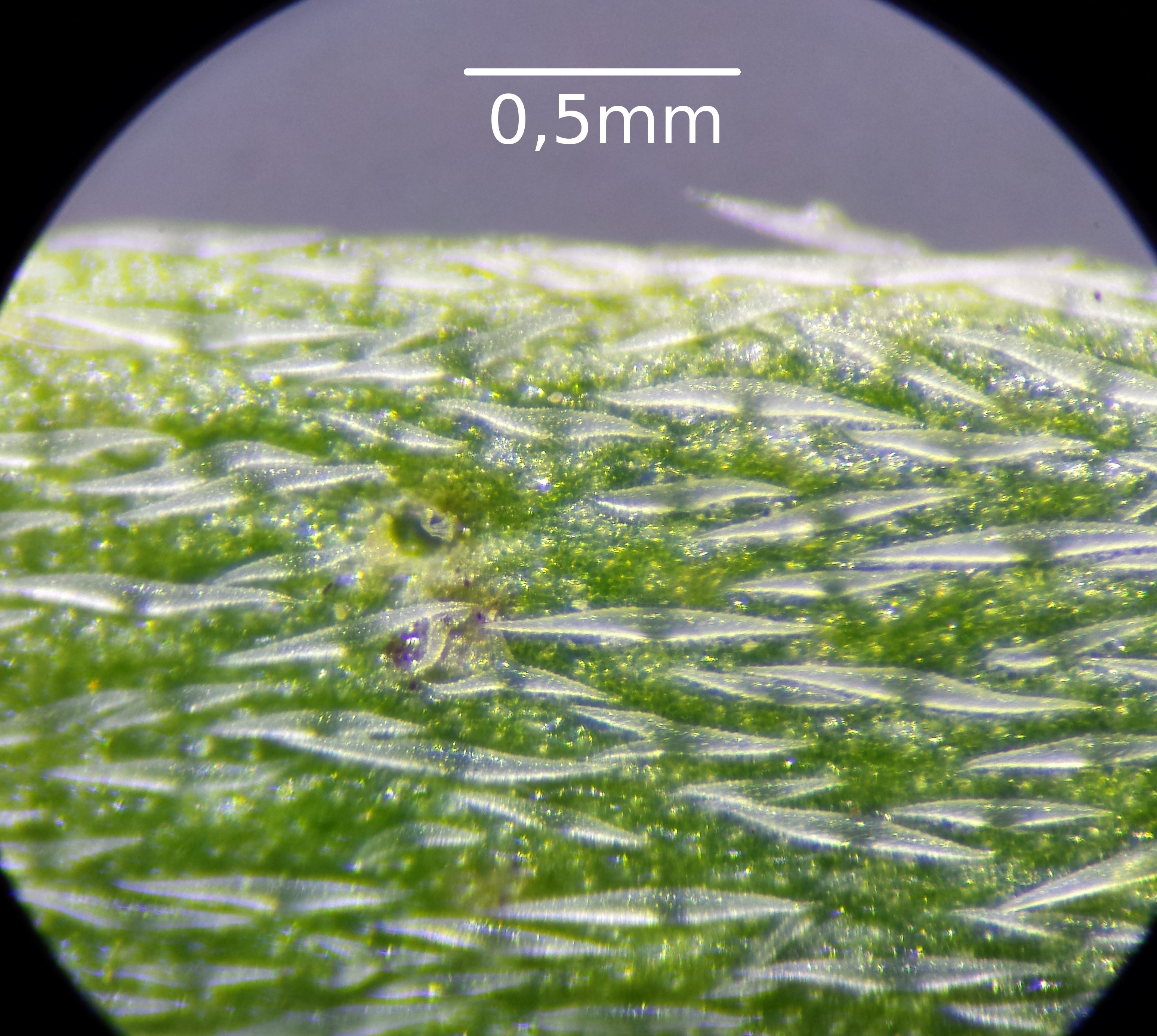
Kompasnaaldharen op Erysimum diffusum
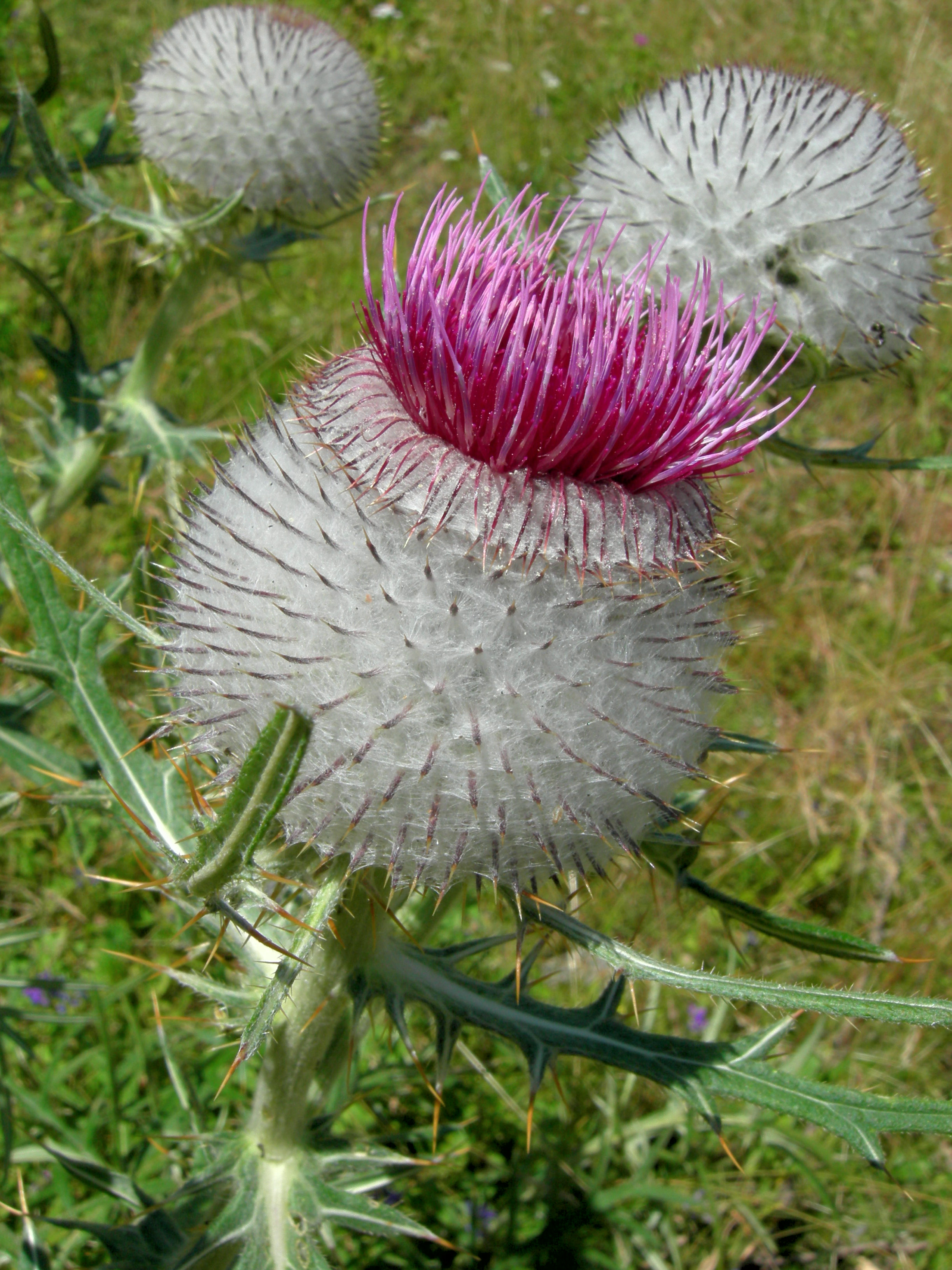
Wollige beharing bij wollige distel

## Functie van de haren
Haren kunnen dienen voor een of meer van de volgende functies:
- Epidermis beschermen tegen de zon
- Transpiratie verminderen, doordat tussen de haren stilstaande lucht zit
- Transpiratie bevorderen door vergroting van het bladoppervlak. Dit gebeurt door hydathoden.
- Wateropname uit de omringende lucht bevorderen
- Verspreiding van het zaad door vorming van vruchtpluis of door gewone haren op de vruchten, zoals bij kleefkruid. Daarnaast zijn er zaden met zaadpluis bestaande uit gewone haren, zoals bij katoen en kapok.
- Klimmen met behulp van klimharen, zoals bij kleefkruid
- Bescherming tegen vraat door insecten en andere geleedpotigen, zoals die door spint
- Uitscheiding van zout door zoutklieren
- Voelen, bijvoorbeeld de voelharen op helmhokjes, die bij aanraking door een insect ervoor zorgen dat de helmhokjes openbarsten.

## Botanische termen
De volgende meest voorkomende botanische termen, die worden gebruikt voor de beschrijving van de beharing op een stengel, blad, vrucht of zaad zijn:
- glabrus: glad, kaal, onbehaard
- pubescens: behaard
  - hirtus: ruw behaard
  - hispidus: borstelige beharing
  - pubens: korte, wolachtige beharing
  - pilosus: met lange, rechte, zachte of gebogen haren
  - puberulus: dun behaard met korte, gewoonlijk gekromde haren
  - strigillosus: met stijve, rechte, platliggende haren
  - strigosus: met rechte haren, die allemaal min of meer in dezelfde richting liggen langs een rand of middennerf.
  - villosulus: dichtbehaard met lange, zachte haren
  - villosus: dun behaard met lange, zachte, vaak gekromde haren

## Wortelharen

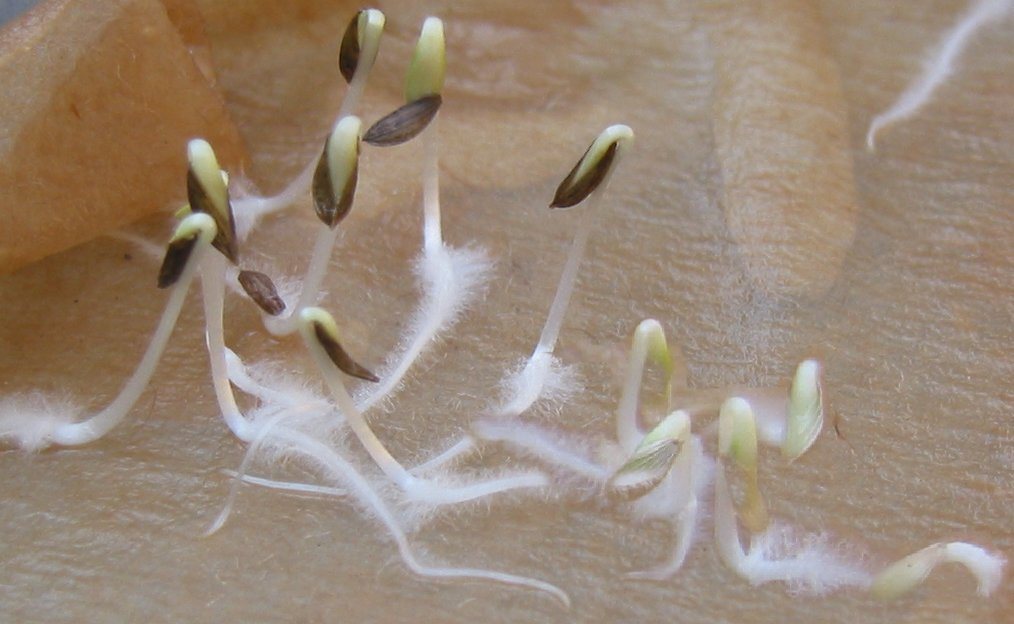
wortelharen bij kiemende sla

Aan de wortel van een plant zitten wortelharen, die voor de eigenlijke opname van water en minerale voedingstoffen zorg dragen. Wortelharen zijn uitstulpingen van bepaalde rhizodermiscellen, die geen cuticula hebben. Ze zijn 5 tot 17 micrometer in doorsnee en 80 tot 1500 micrometer lang. Ze hebben maar een beperkte levensduur en worden meestal niet ouder dan 3 dagen.